# 11150 Bragg
11150 Bragg este un asteroid din centura principală de asteroizi.

## Descriere
11150 Bragg este un asteroid din centura principală de asteroizi. A fost descoperit pe 21 decembrie 1997 la Woomera de Frank B. Zoltowski. Asteroidul prezintă o orbită caracterizată de o semiaxă mare de 2,45 ua, o excentricitate de 0,15 și o înclinație de 2,9° în raport cu ecliptica.